# Zamek w Rytrze

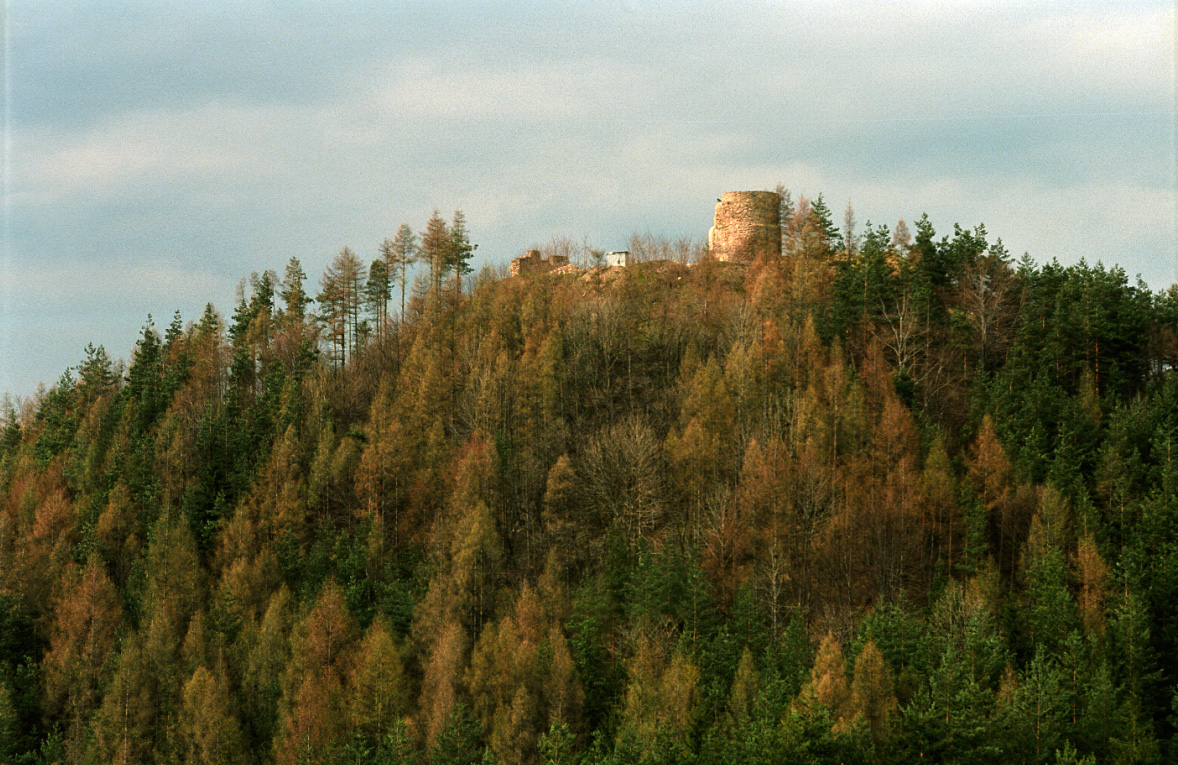
Widok góry zamkowej z ruinami

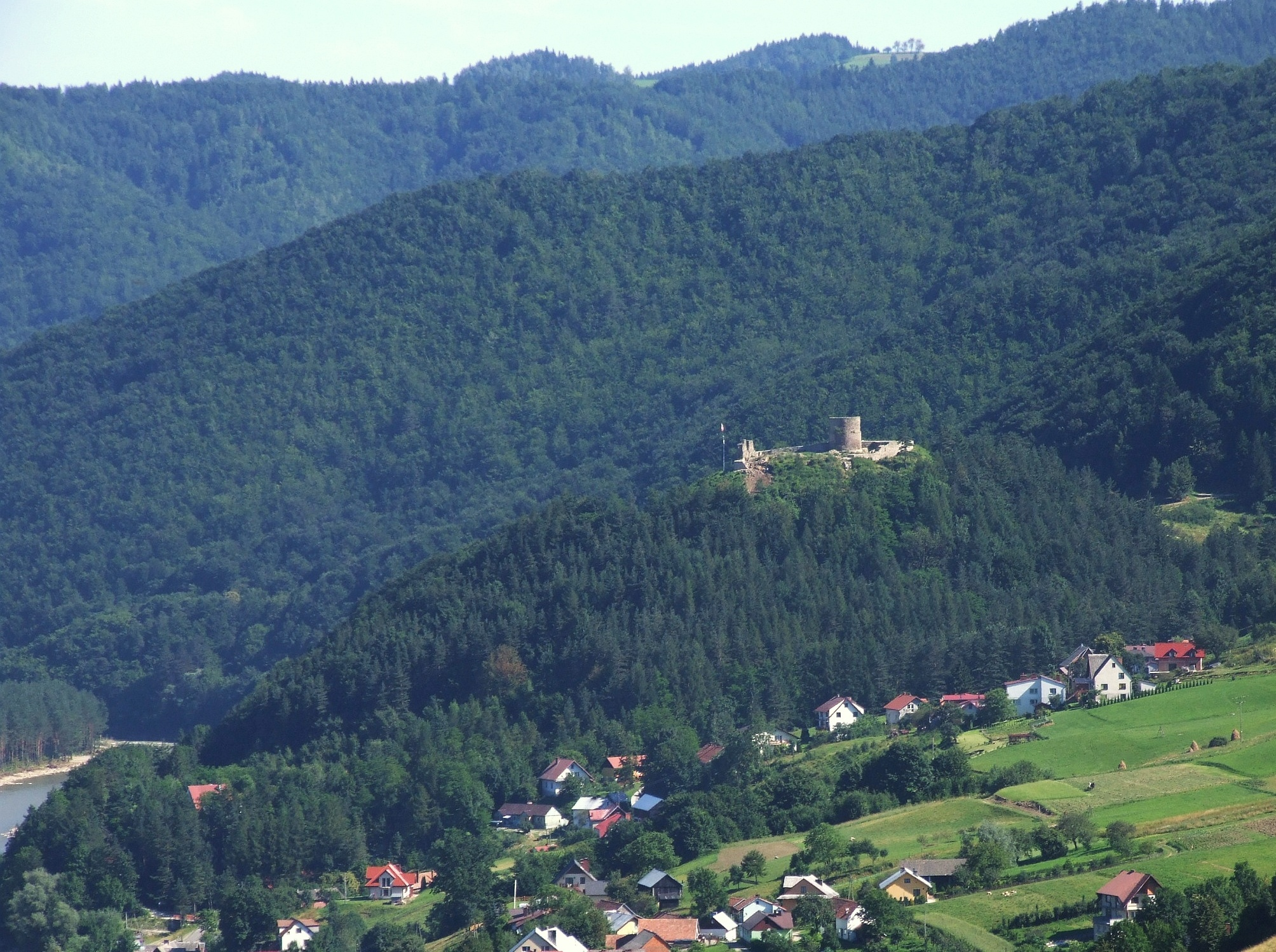
Góra zamkowa i Zamek w Rytrze

Zamek w Rytrze – ruiny średniowiecznego zamku na wzgórzu koło wsi Rytro w powiecie nowosądeckim w województwie małopolskim.
Zamek królewski Rytter, położony był w drugiej połowie XVI wieku w powiecie sądeckim województwa krakowskiego.

## Historia
Zamek, położony na wysokim wzgórzu (463 m n.p.m.) na prawym brzegu Popradu, na północ od wsi Sucha Struga (obecnie w jej granicach administracyjnych), został zbudowany prawdopodobnie na przełomie XIII i XIV wieku; niektórzy XIX-wieczni autorzy sugerowali, że początki najstarszej części budowli, czyli kamiennej wieży, mogą sięgać XII wieku; obecnie datuje się ją na XIII wiek.
W dokumentach źródłowych nie ma informacji, kto zbudował zamek. Pierwsza wzmianka pochodzi z przywileju Władysława Łokietka z 17 kwietnia 1312 roku, który pozwolił zakonowi klarysek ze Starego Sącza na pobieranie cła "pod zamkiem Ritter" (łac. prope castrum Ritter). Wzmianka o zamku w Rytrze pojawia się również w dyplomie Władysława Łokietka z 1331 roku, który nadał mieszczanom sądeckim las (łac. silvam) "obok zamku Rither" (łac. ultra Rither castrum sitam). W XV wieku zamek w Rytrze stanowił rezydencję starostów sądeckich i został przebudowany.
Zamek już od XIII wieku należał z pewnością do domeny królewskiej. Pozostawał w rękach tenutariuszy: Jakusza z Boturzyna herbu Czewoja, rodu Toporczyków herbu Topór, którzy przyjęli nazwisko Ryterskich; w XVI wieku administratorem został Piotr Kmita. Wkrótce potem zamek popadł w ruinę, o czym świadczy relacja Marcina Bielskiego oraz lustracje z lat 1616–1617. Według lokalnych podań uległ zniszczeniu w 1657 roku w czasie najazdu Jerzego Rakoczego.

## Plan zamku
Zamek składał się z zamku właściwego, usytuowanego na szczycie góry, wzniesionego na planie nieregularnego pięcioboku, oraz z przygródka usytuowanego od strony północnej i bronionego przez wał ziemny. Dziedziniec zamku był z trzech stron otoczony murami; z czwartej strony zamykał go dwuczęściowy budynek mieszkalny wzniesiony na planie prostokąta. Do muru zachodniego przylegała od wewnątrz kamienna wieża o średnicy zewnętrznej u podstawy 9,5 m i wewnętrznej 2,4 do 2,6 m, zbudowana z piaskowca, zachowana do wysokości około 10 m. Wskazywano, że wieża zamku w Rytrze wykazuje pewne podobieństwo do wieży zamku w Czchowie.
Zamek w Rytrze i zamek w Czchowie to typowe założenia zamku typu wyżynnego bergfridowego, gdzie stojąca w czole obwodu obronnego zamku wieża broni swoim masywem domu mieszkalnego, ulokowanego w przeciwległym, najbardziej bezpiecznym miejscu warowni. Pojawienie się tego typu zamków przypisuje się wpływom niemieckim (Hesja, Turyngia), które poprzez Czechy, Morawy i Śląsk dotarły do Małopolski.

## Stan obecny
Z zamku zachowały się ruiny wieży i resztki muru, prawdopodobnie budynku mieszkalnego. W 2025 obiekt poddano remontowi.

## Rytro w literaturze, sztuce i historii języka polskiego
W "Księdze uposażeń diecezji krakowskiej" (Liber beneficiorum dioecesis Cracoviensis, 1470–1480) Jana Długosza wspomniany został testament Piotra Wydżgi herbu Janina, kasztelana sądeckiego, pisany na zamku w Rytrze i przekazany klaryskom ze Starego Sącza. Tekst ten, zawierający opis drogi do ukrytego skarbu, stanowi jeden z najdawniejszych zabytków języka polskiego.
Ruiny zamku w Rytrze są tematem jednego z rysunków Macieja Bogusza Stęczyńskiego.
Opis ryterskiego zamku i ludową opowieść o jego powstaniu zamieścił w Sądecczyźnie (1863) Szczęsny Morawski; pisali o nim Żegota Pauli w Wyimkach z podróży po Galicyi w r. 1831 ("Rozmaitości", 1835), Franciszek Kmietowicz w Z Podkarpacia Zachodniego (1936) i Jan Wiktor w Pieninach i ziemi sądeckiej (1958). Jako motyw literacki zamek w Rytrze pojawia się w opowiadaniu W starem zamczysku Walerii Szalay (1904), w dramacie Jana Joachima Czecha Na ryterskim zamku i w powieści Rogaś z Doliny Roztoki (1957) Marii Kownackiej.

## Ryterski zamek w filatelistyce
Znaczki personalizowane Poczty Polskiej.
- Znaczek z 2009 -https://myvimu.com/exhibit/54702258-rytro-2009
- znaczek z 2012 -https://myvimu.com/exhibit/38823917-castrum-ritter-ii